# Böhmdorf (Gemeinde Reichenthal)
Böhmdorf ist ein Dorf und eine Ortschaft der oberösterreichischen Gemeinde Reichenthal. Die Ortschaft hat 57 Einwohner (Stand 1. Jänner 2024).

## Geschichte
Erstmalig wurde der Ort 1385 als Pehaimdorff erwähnt. 1869 hatte Böhmdorf 80 Einwohner.

## Geographie
Der Ort liegt ca. 2,5 km nordwestlich des Kernorts, an der Straße zur Graslmühle (), westlich der Altmühle (). Zur westlich des Ortes verlaufenden tschechischen Grenze sind es nur 700 Meter. In der Ortsmitte gibt es einen Dorfteich mit einer kleinen Kapelle.